# 카인하
카인하(Khánh Hà, 한자: 경하, 1952년 3월 28일 ~ )는 베트남의 가수이다. 1987년부터 파리의 밤(Paris By Night) 공연에 참석했다.